# 上越妙高站
上越妙高站（日语：／ Jōetsu-myōkō eki */?）是位於日本新潟縣上越市的鐵路車站，由東日本旅客鐵道（JR東日本）、西日本旅客鐵道（JR西日本）及越後朱鷺鐵道共同使用，其中JR東日本負責管理新幹線車站；朱鷺鐵負責管理在來線售票大堂及月台。本站同時也是JR東日本與JR西日本的會社分界站，JR東日本擁有由本站（包括站內部份）至長野站間的路軌管理權，而JR西日本則擁有自本站起至金澤站之間的路軌管理權，並在獲得JR東日本的授權下，負責長野～糸魚川間的駕駛及車務事宜。
在北陸新幹線未通車前，本站原稱為「脇野田站」，屬信越本線一部份，由JR東日本新潟支社負責管轄，過往由直江津所管理、新潟支社旗下子公司「JR新潟商務」（ジェイアール新潟ビジネス）負責車票事務，但隨北陸新幹線於2015年3月14日開業，則改為直營站。
車站取名「上越妙高」，是顧及車站設於上越市，同時鄰近的妙高市又是知名度極高的觀光熱點，因此採用了兩市複合的名稱，這個名稱也是最初上越市最初提議的2個建議之一。在北陸新幹線未通車前，本站原稱為「脇野田」。為配合與新幹線轉乘，月台由舊有地點向西遷移約120米，從原來的大和二丁目轉至大和五丁目。同時，原在來線信越本線亦會轉移至新成立的第三部門鐵道「越後朱鷺鐵道」營運。由於JR東日本把在來線日後的車站命名權上，交予越後朱鷺鐵道決定，而在聽取當區居民意見後，主流意見亦傾向依隨新幹線車站名稱以避免混淆。2013年11月，由上越市牽頭所組成的「站名等檢討部會」通過採用「上越妙高」為站名的議決；2014年1月，在越後朱鷺鐵道的官方刊物中，亦正式發佈了採用同一站名的聲明。
2014年10月19日，連接新幹線站舍及在來線站舍的自由連絡通道正式使用，並於前一天進行路軌改道工程，成為了北陸新線線第1期最早使用的站舍，但通往新幹線月台層的通道則延至新幹線通才正式開放使用。

## 車站結構

### JR東日本·JR西日本

#### 站房

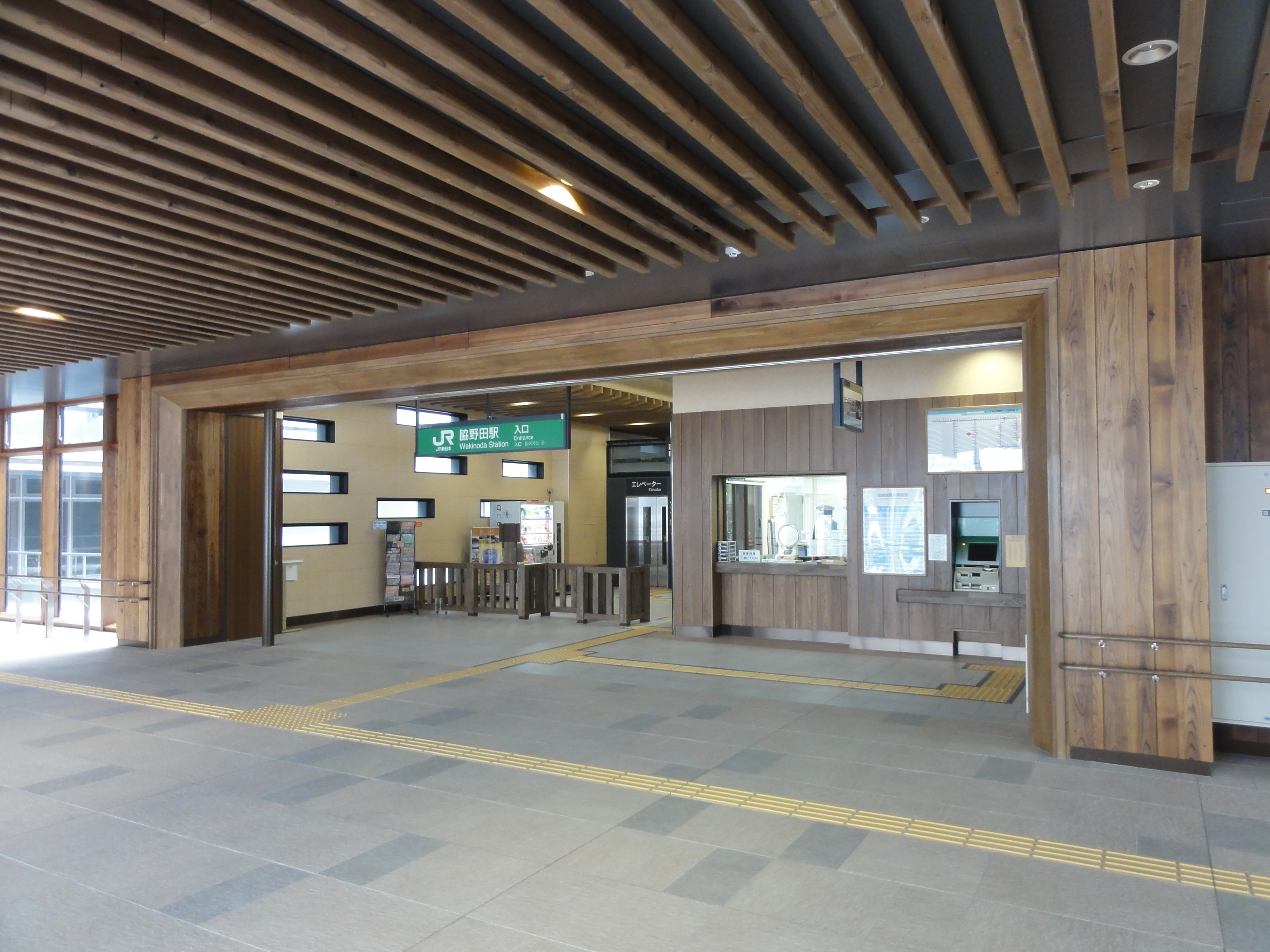
JR東日本營運時的新在來線入口。（2015年1月）

為3層高水泥建築物，地下為自由連絡通道「脇野田通」，將西口及東口連接起來；2樓為新幹線及在來線的售票大堂及閘口、洗手間、在來線候車室等，而在向西口方向，更設置了弧型全落地玻璃設計的「光之觀景台」（光のテラス），可遠望至妙高山和附近因興建新幹線時意外被發現的彌生時代遺址「釜蓋遺跡」；3樓為新幹線候車月台。
閘口設於2樓，設有閘票機、能對應輪椅和持通行證人士通過的服務櫃位及自動售票機。通過收費區後亦另設有洗手間、候車室、往月台的升降機及扶手電梯。
2017年時間表改正起，加開了平日早上由本站始發的區間列車前往長野。

#### 月台配置
位於3樓，設有島式月台2個，可提供2面4線的配置。其中位於中間的2條路軌可供「光輝號」列車通過，而兩邊的月台可供需要避車時使用，有效長度為12輛。
閘門的代表顏色為玫瑰色。所有月台均配有全身半截式密封圍欄，除自動閘門及附近維持採用鋼板外，其餘的圍欄則採用透明玻璃來增加透光度，車站外圍同埋以透明玻璃密封，下端並有櫻花花瓣圖案作點綴，這樣的裝飾同樣出現於2樓新幹線付款區內的玻璃裝飾牆身上。
稍為一提是，車站和路段雖由JR東日本管理，慣例上會於本站起交由JR東日本的駕駛員負責駕駛，但因為有相當數量的班次皆於本站通過，為免影響車務運作，本站至長野路段仍由JR西日本駕駛員負責駕駛，直至抵達長野站才更換駕駛員。
| 月台   | 公司           | 路線       | 方向 | 目的地         |
| ------ | -------------- | ---------- | ---- | -------------- |
| 11、12 | 東日本旅客鐵道 | 北陸新幹線 | 上行 | 長野、東京方向 |
| 13、14 | 西日本旅客鐵道 | 北陸新幹線 | 下行 | 金澤方向       |

### 越後心動鐵道
附設於新幹線站舍的2樓，設有自動售票機1部及票務櫃檯，閘口採用人手操作，亦不能對應Suica儲值咭，入閘後另有洗手間。由於新幹線通車後，在來線不再由JR東日本管理，因此並沒有設有與新幹線入閘區接續的閘口，乘客需先通過閘口離開第1間公司的收費區後，另外購票後才可以進入第2間公司的收費區。

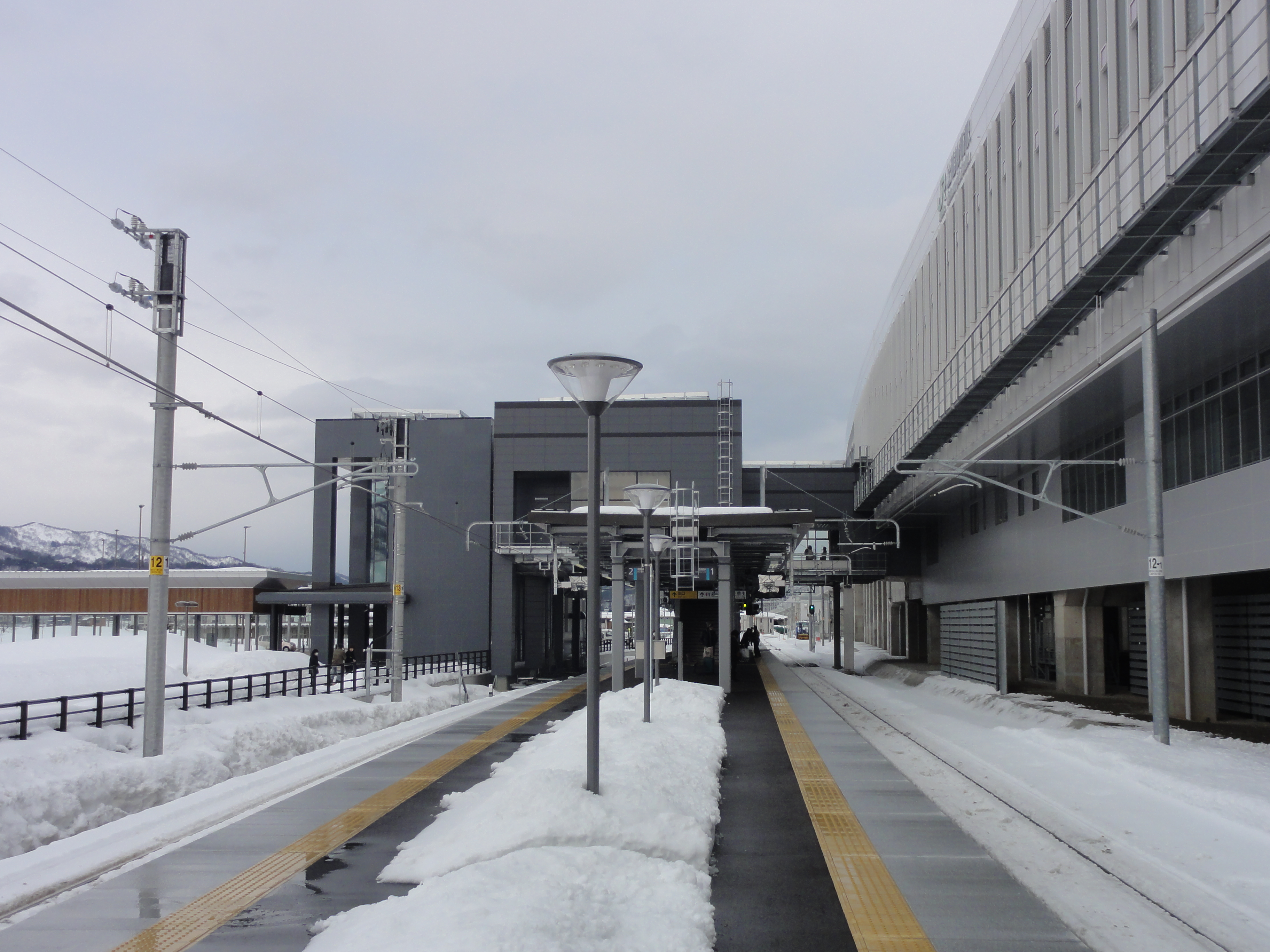
JR東日本經營時的新在來線月台。（2015年1月）

與第1代相同，均為設有島式月台1座，提供1面2線配置，1號月台為主軌，絕大部份停車月台均停靠於此，而不停站列車也會通過此月台；2號月台為側線，現時只有4班往妙高高原站及新井站的普通列車使用。安排與舊車站相同，只是舊車站將2號月台定為主發月台，1號月台為交換月台。轉轍器方面，往北新井站方向為Y型轉轍器；而向南高田站方向則為避線型轉轍器，同時1號月台向南高田方向也設置了緊急剎車路軌。
和高田站一樣，在特別的時期內，JR東日本的特別列車，「越乃Shu*Kura號列車」由信越本線駛入本線內，而本站也是停車站之一。

#### 月台配置
月台有效長度為6輛，除首尾各1節車廂長度外，其餘部份均設有上蓋，月台設施則集中在中央部份，包括升降機、樓梯及候車座椅。
| 月台 | 路線        | 方向 | 目的地                                             |
| ---- | ----------- | ---- | -------------------------------------------------- |
| 1、2 | ■妙高躍馬線 | 上行 | 新井、二本木、妙高高原方向                         |
| 1、2 | ■妙高躍馬線 | 下行 | 直江津、經■信越本線往新潟、經■北北線往越後湯澤方向 |

### 舊在來線車站站舍

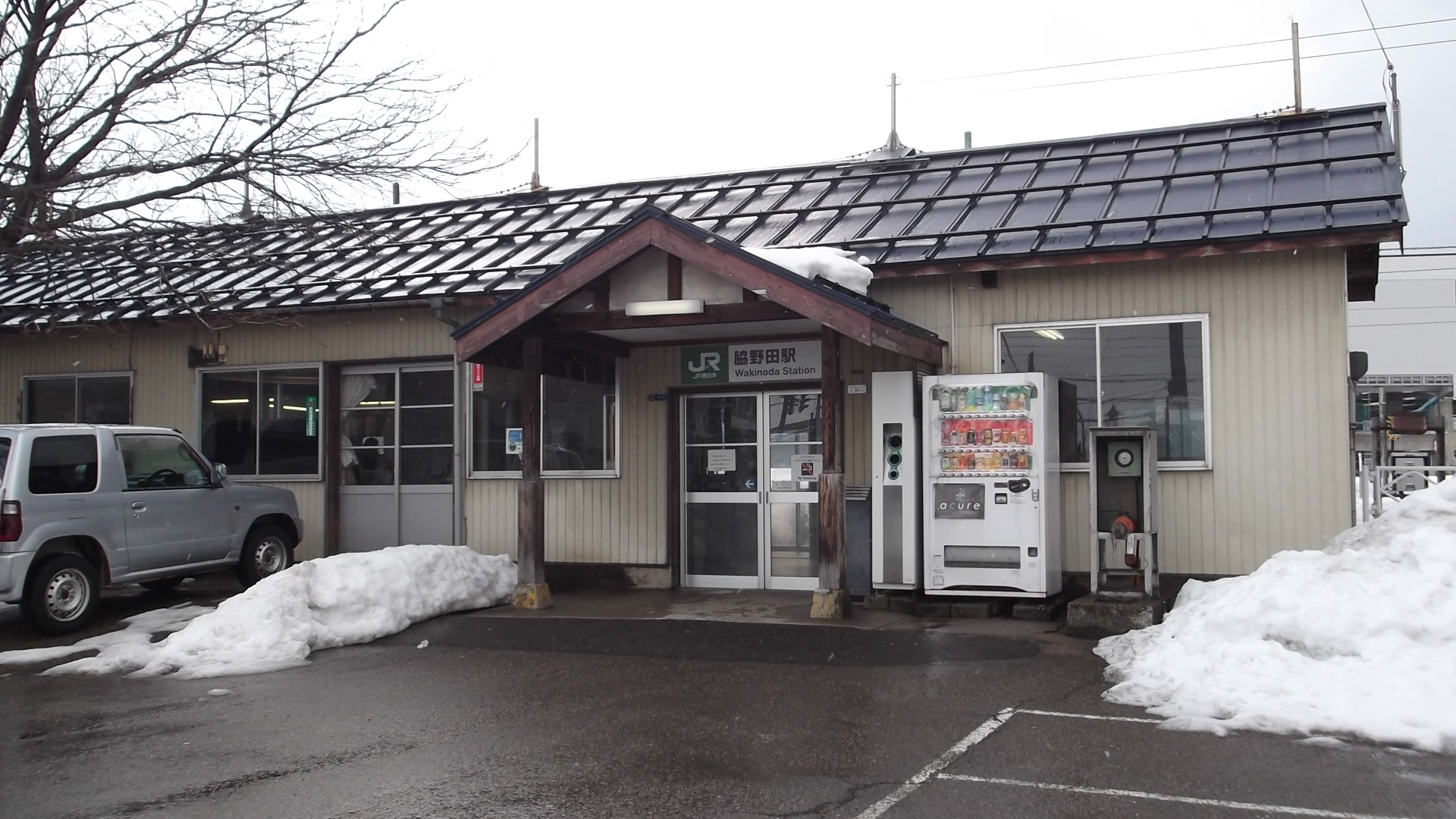
已拆卸的舊脇野田站站房。（2013年3月）

為單層木製站舍，車站開業至遷站前均一直使用。當中左側為票務櫃檯、站務室及自動售票機；右側為出入口、閘口及候車大堂，同時陳展了新幹線動土禮時所使用的工具。現時相關展品已遷移至新站舍內，另外，於舊站舍外為新幹線動工而栽種的樹木、站舍旁的橙色圓筒型舊式郵筒，以及站前廣場所豎立的「長谷川八郎顯彰碑」以及，亦已全遷移至新車站的東口廣場放置。

#### 移交前月台配置
| 月台 | 路線      | 方向 | 目的地                   |
| ---- | --------- | ---- | ------------------------ |
| 1    | ■信越本線 | 上行 | 新井、妙高高原、長野方向 |
| 2    | ■信越本線 | 下行 | 直江津、長岡、新潟方向   |

## 使用狀況
| 乗車人員推算 | 乗車人員推算                                                         | 乗車人員推算 |
|              | JR東日本 （脇野田：至2015年3月13日） （上越妙高：由2015年3月14日起） | 越後心動鐵道 |
| 年度         | 1日平均人數                                                          | 1日平均人數  |
| ------------ | -------------------------------------------------------------------- | ------------ |
| 2005         | 135                                                                  | ---          |
| 2006         | 135                                                                  | ---          |
| 2007         | 135                                                                  | ---          |
| 2008         | 128                                                                  | ---          |
| 2009         | 116                                                                  | ---          |
| 2010         | 119                                                                  | ---          |
| 2011         | 122                                                                  | ---          |
| 2012         | 121                                                                  | ---          |
| 2013         | 139                                                                  | ---          |
| 2014         | （資料欠奉）                                                         | ---          |
| 2015         | 2,086                                                                | 989          |
| 2016         | 2,123                                                                | 953          |
| 2017         | 2,131                                                                | 934          |
| 2018         | 2,061                                                                | 934          |
| 2019         | 2,111                                                                | 853          |
| 2020         | 773                                                                  | 476          |
| 2021         | 1,003                                                                | 571          |
| 2022         | 1,570                                                                | 708          |
| 2023         | 2,016                                                                | 760          |

## 歷史
- 1918年11月1日：鐵道省信越本線加設「脇野田信號場」。
- 1921年8月15日：脇野田信號場昇格為車站，改稱「脇野田站」，開業[19]。
- 1966年8月24日：信越本線長野站至直江津站間電化。
- 1987年4月1日：國鐵分割民營化，車站由東日本旅客鐵道承繼。
- 2003年3月：信越本線黑姬站至越後石山站CTC及・PRC化[20]。
- 2013年6月7日：北陸新幹線發表本站名為「上越妙高站」。
- 2014年：

- 10月19日：遷移後的信越本線新線道及在來線月台正式啟用，新幹線站舍內連接在來線出入口及東西口的東西自由通路「脇野田通」正式使用。
- 11月5日：舊站舍拆卸工程展開。

- 2015年：

- 3月14日：隨北陸新幹線長野站～金澤站間延伸開業，新幹線正式營運，車站名稱改稱「上越妙高站」，原信越本線直江津～妙高高原轉由越後心動鐵道營運。
- 10月1日：越後心動鐵道首次時間表改正，並將職員駐守時間由原來19:20延長至22:15。（2020年3月時已回復至19:30）

## 相鄰車站
東日本旅客鐵道（JR東日本）· 西日本旅客鐵道（JR西日本）
  北陸新幹線
飯山－上越妙高－糸魚川
越後心動鐵道
■妙高躍馬線
■觀光特急「雪月花」
（上午班次始發）上越妙高 → 二本木
（下午班次到着）關山 → 上越妙高
■特急「白雪」
新井－上越妙高－高田（1、2、3、8號）
上越妙高－高田（4、5、6、7號）
■普通
北新井－上越妙高－南高田

## 外部連結
- JR東日本 上越妙高站（页面存档备份，存于）（日語）
- 上越妙高｜車站資訊：JR出門網 - 西日本旅客鐵道
- 越後心動鐵路 上越妙高站 （页面存档备份，存于）（日語）